# 单叶函数
单叶函数（univalent function）是數學領域中的複分析對函數的一種分類，若一全純函數的定義域為複數平面中的一開集，而函數為单射函數，此函數即為单叶函数。
若{\displaystyle f}為一全純函數，且滿足下式
{\displaystyle \forall x_{1},x_{2}:x_{1}\neq x_{2}\Rightarrow f(x_{1})\neq f(x_{2})}
則{\displaystyle f}為单叶函数。

## 舉例
任何由開集单位圆盘映射到本身的映射{\displaystyle \phi _{a}(z)={\frac {z-a}{1-{\bar {a}}z}}}（其中{\displaystyle |a|\leq 1}）為单叶函数。
函數{\displaystyle f\colon z\mapsto 2z+z^{2}}在開單位圓盤內是单叶函数，因為{\displaystyle f(z)=f(w)}也就表示{\displaystyle f(z)-f(w)=(z-w)(z+w+2)=0}，而第二個因式在開單位圓盤內都不為零，因此{\displaystyle z=w}，{\displaystyle f}是單射函數。

## 基本性質
若{\displaystyle G}及{\displaystyle \Omega }為二個複數平面中的開集連通空間，且
{\displaystyle f:G\to \Omega }
是一個滿足{\displaystyle f(G)=\Omega }的單葉函數（有一對一的對應關係），則{\displaystyle f}導數恆不為0，{\displaystyle f}可逆，而且其逆元素{\displaystyle f^{-1}}也是全純函數。依链式法则可得到下式：
{\displaystyle (f^{-1})'(f(z))={\frac {1}{f'(z)}}}
對所有{\displaystyle G.}中的複數{\displaystyle z}皆成立。 

## 和實函數的比較
實解析函數和全純函數不同，上述的性質在實解析函數中不成立，考慮以下的實數函數：
{\displaystyle f:(-1,1)\to (-1,1)\,}
而ƒ(x) = x3。此函數也是单射函數，但在x = 0處其導數為0，其逆元素在 (−1, 1)區間中也不都是解析函數，也不完全可微。
若將定義域擴展到複數平面內，原點附近的開放子集{\displaystyle G}內，上述函數就不是单射函數了，例如{\displaystyle f(\varepsilon \omega )=f(\varepsilon )}（其中{\displaystyle \omega }是三次單位根，而{\displaystyle \varepsilon }是小於{\displaystyle G}半徑的正實數）。